# تایبان (نیومکزیکو)
تایبان (به انگلیسی: Taiban) یک منطقهٔ مسکونی در ایالات متحده آمریکا است که در شهرستان دباکا، نیومکزیکو واقع شده‌است. تایبان ۱٬۲۵۸٫۸۴ متر بالاتر از سطح دریا واقع شده‌است.